# Hollis Crossroads
Hollis Crossroads – jednostka osadnicza w Stanach Zjednoczonych, w stanie Alabama, w hrabstwie Clay.